# 南瓜糖
南瓜糖是一種製成南瓜形狀的糖果，主要成分為玉米糖漿、蜂蜜和糖。以橘色為底搭配頂端綠色的莖，使南瓜糖成為萬聖節的代表。
最暢銷的南瓜糖是Brach's公司所生產"Mellowcreme Pumpkin"品牌的南瓜糖。